# أل خافيير
أل خافيير (بالإنجليزية: Al Javier)‏ هو لاعب كرة قاعدة دومينيكاوي، ولد في 4 فبراير 1954 في سان بيدرو دي ماكوريس في جمهورية الدومينيكان.

## وصلات خارجية
- أل خافيير على موقعبيزبول رفرنس.كوم (الدوري الرئيسي) (الإنجليزية)
- أل خافيير على موقعبيزبول رفرنس.كوم (الدوري الثانوي) (الإنجليزية)